# Pupino Samonà
Pupino Samonà (Palermo, 19 luglio 1925 – Palermo, 14 settembre 2007) è stato un pittore italiano.

## Biografia
Pupino (Mario) Samonà nasce a Palermo nel 1925 da un'antica famiglia siciliana. Dal 1949 vive a Roma, dove partecipa alle avanguardie pittoriche del suo tempo. Sue mostre vengono allestite a Londra, Gerusalemme, Beirut, Basilea, Mosca oltre che in Italia. nel 2005, in concomitanza con il compimento del suo ottantesimo anno di età, Samonà torna nella sua città natale.
Per decenni, la ricerca di Pupino Samonà, ha armonizzato la pittura e la scienza in un percorso visionario, che verrà definito "figurativo del cosmo". Egli stesso preferiva non essere considerato astrattista, ma "paesaggista del cosmo".
Amico e allievo di Giacomo Balla, a lui si devono le influenze sui temi dell'energia e del cosmo, espressi nei suoi quadri mediante la pittura aerografa.
Fecondo è per Samonà anche l'incontro con Corrado Cagli e il rapporto dialettico che si sviluppa tra i due. 
Decisiva per il perfezionamento delle sue tecniche è Roma, dove è spesso ospite della Galleria Trastevere, diretta da Topazia Alliata con la quale nasce una frequentazione. Importanti anche gli incontri e i confronti col poeta Emilio Villa e col fisico Marcello Beneventano. Frequentazioni che lo aprono a profonde indagini sull'universo, sull'uomo e sull'energia.
Nel 1980, Samonà realizza, su incarico dell'ANED (Associazione ex deportati) e sul progetto dell'architetto Lodovico Barbiano di Belgiojoso (fondatore del celebre Studio BBPR), il Memoriale italiano Auschwitz, gigantesca opera (lunga oltre duecento metri) allestita al blocco 21 all'interno del campo di concentramento, in onore delle vittime italiane del lager. Il Memoriale, realizzato anche con il contributo dei testi di Primo Levi e la musica di Luigi Nono, è stato oggetto nel 2010 di un primo intervento di pulizia ad opera degli studenti della Scuola di Restauro dell'Accademia di Brera. Dalla sua originaria collocazione al museo di Auschwitz l'opera è stata smontata nel 2016 e, dopo un ulteriore restauro, sarà esposta permanentemente a Firenze nel Centro d'arte contemporanea EX3.
Dopo la realizzazione del Memoriale a Auschwitz, Samonà prosegue la propria ricerca nel campo della luce, dell'energia e del cosmo. Nel 2004, la Presidenza del Consiglio dei ministri conferisce a Samonà il “Premio per la cultura”.
Nel 2006, Palermo gli dedica una grande antologica, dal titolo Dalla partenza al ritorno, che segue di un anno l'esposizione al Vittoriano di Roma, tributo della capitale alla sua carriera artistica.
Pupino Samonà muore a Palermo il 14 settembre 2007.
Ad un anno dalla morte, le critiche d'arte Laura Bica e Daniela Brignone hanno curato, nel capoluogo siciliano, una mostra personale dal titolo Pupino Samonà, la collezione privata.
Un tributo a Pupino Samonà è contenuto nel romanzo dal titolo Il padrone di casa del giornalista Alberto Samonà (nipote dell'artista scomparso), la cui copertina riproduce integralmente il dipinto Mediterranea (1986).